# 法常寺 (三原市)
法常寺（ほうじょうじ）は、広島県三原市に所在する曹洞宗の寺院。山号は東日山（とうにちざん）。

## 起源と歴史
1258年、竹原小早川氏の菩提所として、竹原市新庄木村山城の西側高地に建立。
本郷町新高山城北側山麓船木を経て、1592年（天正20年）現在地に移転。
小早川隆景の葬儀が行われ、境内において火葬された。
墓地には福島正則の家老で、三次市の尾関山城を守った尾関石見守、尾関隠岐守の2つの大きな墓石がある。これは福島正則が小早川家にかかわる寺社の所領を没収するなどにより苦境に陥っていたとき、所領の回復につくしてくれたこの二人の尾関氏に対しその報酬から建てられた供養塔である。

## 所在地
- 広島県三原市西宮1丁目8-1

## 交通アクセス
- 山陽本線及び山陽新幹線三原駅より徒歩15分
- 芸陽バス頼兼線 法常寺下バス停より徒歩3分